# Kurt Söderström (politiker)
Kurt Ivar Wilhelm Söderström, född 11 juli 1914 i Norrköping (Hedvig), död 4 augusti 1986 i Norrköping (Borg), var en svensk yrkesinspektör och högerpartistisk/moderat politiker.
Söderström gick tekniskt gymnasium och arbetade därefter som besiktningsman och yrkesinspektör. Han var ledamot av riksdagens andra kammare 1965–1968 och var riksdagsledamot 1971–1979, invald i Östergötlands läns valkrets.
Kurt Söderström är gravsatt vid Krematorielunden i Norrköping.